# Пісняр-лісовик пуерто-риканський
Пісняр-лісовик пуерто-риканський (Setophaga angelae) — вид горобцеподібних птахів родини піснярових (Parulidae).

## Назва
До 2011 року вид числився в роді Dendroica, після чого всі представники цього роду були перенесені до Setophaga, і ця класифікаційна зміна була затверджена Міжнародною спілкою орнітологів у 2020 (у Фесенка, 2018, все ще в попередньому роді). Видова назва на честь новозеландської натуралістки Анджели Кеплер.

## Поширення
Птах був виявлений лише в 1968 році і є ендемічним для Пуерто-Рико. Раніше вважалося, що він трапляється в чотирьох різних місцях: на сході гірського масиву Сьєрра-де-Лукільо (Національний ліс Ель-Юнке) і та у горах Сьєрра-де-Кайє (Державний ліс Каріте) і на заході в Центральній Кордильєрі (Державний ліс Торо Негро, Державний ліс Марікао), але його існування в деяких із цих місць було піддано сумніву, і тепер вважається, що воно обмежене двома широкими зонами: Сьєрра-де-Лукільо та Державний ліс Марікао та прилеглі приватні землі.
Живе в острівних або гірських карликових лісах на хребтах і вершинах, у гірських вологих лісах, а іноді й у нижніх вологих лісах, він досягає найвищої щільності в лісах, де домінують Podocarpus.